# 道の駅くろほね・やまびこ
道の駅くろほね・やまびこ（みちのえき くろほね・やまびこ）は、群馬県桐生市黒保根町下田沢にある国道122号の道の駅である。

## 概要
駅名に含まれる『くろほね』の名称は、設置当時の所在地が黒保根村であったことに由来する。

## 施設
- 駐車場（普通車33台、大型車1台、身体障害者用1台）
- トイレ（男子11、女子7、身体障害者用1）
- 公衆電話
- ふれあい館
- 農産物直売所
- 加工貯蔵施設

## 道路
- 国道122号

## 駅周辺
- わたらせ渓谷鐵道わたらせ渓谷線 水沼駅（水沼駅温泉センター）
- 群馬県道62号沼田大間々線
- 水沼郵便局